# نبرد آنشی
نبرد آنشی (کره‌ای: 안시성 전투)، نبردی میان امپراتوری گوگوریو و تانگ در شهر آنشی، دژی در شبه‌جزیره لیائودونگ، در سال ۶۴۵ میلادی رخ داد که پس از ۳ ماه، با پیروزی امپراتوری گوگوریو به پایان رسید. براساس منابع، نیروهای امپراتوری تانگ حدود ۱ میلیون نفر و نیروهای مدافع دژ آنشی حدود ۵٫۰۰۰ هزار نفر بودند. پس از ۳ ماه محاصره، نیروهای تانگ متحمل تلفاتی ۱۵۰ هزار نفره شدند. در جریان این نبرد نیروهای تانگ برای نفوذ به دژ آنسی، خاکریزی با کمک ۵۰۰ هزار نیرو و کارگر ایجاد کردند اما نیروهای گوگوریو توانستند این خاکریز را تصرف کرده و مانع از نفوذ نیروهای تانگ به دیوار شهر شوند.

## زمینه
پس از اتحاد چین به‌دست دودمان تانگ، امپراتور تای‌زونگ (لی‌سه‌مین) در دهه ۶۳۰ میلادی دولتی قدرتمند ساخت. در سال ۶۴۴ امپراتور تای‌زونگ به‌تبعیت از فضیلت «خونبند وفاداری» قصد حمله به گوگوریو کرد؛ جرقه آن قتل بزرگسالان خاندان سلطنتی گوگوریو به‌دست ژنرال «یون گه سومون» و زیر پا گذاشتن مراسم دربار بود. پس از سال‌ها آماده‌سازی نیروی زمینی و دریایی، در آوریل ۶۴۵ کشتیرانی دریایی از جنو عبور کردند و نیروهای زمینی برای فتح قلمرو گوگوریو حرکت نمودند.

## حمله تانگ و سقوط دژهای اولیه
در آغاز حمله، سپاه تانگ چند دژ مهم گوگوریو را یکی پس از دیگری فتح نمود: دژهای «گائه‌موسونگ» (آوریل)، «بیساسونگ» (می)، «یودونگ» و «بایگامسهونگ» (مه) در لیائونینگ کنونی به تصرف درآمدند. اندکی بعد، برابر گزارش‌ها، جمعیتی حدود ۱۰۰٬۰۰۰ نفر از ساکنان گوگوریو (قلمرو «آنسی») در دژی موسوم به حصار آن‌سی مستقر شدند که بر راه شریان اصلی تأمین پایتخت (پیونگ‌یانگ) حکومت داشت. یوان گائه‌سومون، صدراعظم گوگوریو، از این تهدید آگاه شد و سریعاً نیروی بزرگی به فرماندهی دو ژنرال گو یون‌سو و گو هه‌جین (حدود ۱۵۰٬۰۰۰ سرباز) برای شکستن محاصره آن‌سی اعزام کرد. اما تانگ در همان ماه ژوئن ۶۴۵ به‌آرامی سراغ آن‌سی رفت و محاصره آن را آغاز نمود.

## قلعه آنسی
مبارزه اصلی در حصار آن‌سی رخ داد. فرمانده گوگوریو در آن‌جا ــ که در منابع چینی و کره‌ای نامش در متون رسمی ذکر نشده، اما بعدها «یانگ مان‌چون» خوانده شد ــ با استقامت و زیرکی فرماندهی می‌کرد. تانگ ابتدا تلاش کرد راه‌های خروج غذایی دژ را مسدود سازد، سپس تیمی چند هزار نفری را مأمور ساخت با کمک ماشین‌های محاصره (منجنیق، بالابر و…) خاکریزی عظیم در جنوب‌شرقی دژ بسازند. گوگوریو به‌طور همزمان دیوارهای دفاعی را بالاتر می‌برد. پس از حدود ۶۰ روز کار مداوم (با مشارکت ۵۰۰۰ کارگر) خاکریز تقریباً به دیوار پادگان رسید (تنها چند ده متر با انحنای دیوار فاصله داشت).
ناگهان خاکریز آبیاری‌شده واژگون شد و بخش بزرگی از آن بر دیوار افتاد. گوگوریو از این فرصت استفاده کرد: چریکیان گریزنده به بیرون حمله‌ور شدند و خاکریز را تصرف کردند، و آن را به سلاحی برای دفاع دژ تبدیل کردند. امامپراتور چنان از این رخداد شگفت‌زده شد که سریعاً فرماندهٔ خاکریز (فو فوآی) را اعدام نمود، اما دیگر پیشروی امکان نداشت. همزمان زمستان نزدیک می‌شد: غذایی اندک در اردوگاه مانده بود و راه‌آب‌ها درحال یخ زدن بود. در چنین وضعیتی، سامگوساگی گزارش می‌دهد که امپراتور چاره‌ای جز عقب‌نشینی ندید و در سپتامبر ۶۴۵ دستور بازگشت صادر کرد. در بازگشت او دژ را به‌گونه‌ای نمایشی به محاصره نگه داشت، اما فرمانده دژ همه دروازه‌ها را بست و حتی لباس‌های رسمی را از امپراتور پیش خرید! در نهایت امپراتور به‌جای خشونت، به فرمانده دژ تحسین کرد و هدایای محترمانه‌ای (صد عدد پارچه ابریشم) اهدا نمود.
گوشزد کردن به محاصره با هوشیاری (فرمانده گوگوریو صدای مراسم خوراک‌پزان درون دژ را شنید و دستور آمادگی داد که مانع حمله شبانه تانگ شد). سازش‌ناپذیری مطلق درون دژ، و استفاده از ارتفاع. ساخت حفاظ‌های موقتی (داربست چوبی) برای تعمیر هر بار نقص‌ها در دیوار، و در نهایت بهره‌برداری از فروریختن خاکریز دشمن برای بازیابی برتری. در مجموع، ایستادگی انقلابی گوگوریو و توان تسخیر موقتی خاکریز تا حد بلند، نقش کلیدی در شکست لشکر بسیار بزرگ تانگ ایفا کرد.

## پیامدها

### سقوط دستاوردهای کوتاه‌مدت
قیام یئون گائه سومون در گوگوریو قدرت وی را تحکیم کرد. از سوی دیگر، شکست مفتضحانهٔ تانگ در آن‌سی بازتاب گسترده‌ای داشت. پس از شکست ۶۴۵، امپراتور تای‌زونگ تا پایان عمر خود (۶۴۹) دیگر هیچ حملهٔ بزرگی به گوگوریو ترتیب نداد.
از سوی دیگر، پیروزی‌های گوگوریو بالاترین سطح مشروعیت را برای این امپراتوری به‌ارمغان آورد و فرصت چند دههٔ استقرار در شمال شبه‌جزیره کره را برای آن فراهم ساخت. با این همه، سرنوشت نهایی گوگوریو (سقوط در ۶۶۸ میلادی به‌دست پیمان شیلا و تانگ) را منازعات داخلی پیچیده‌ای رقم زد که در این بحث نمی‌گنجد اما در یک توضیح مختصر شکست سقوط گوگوریو بخاطر ائتلاف شیلا-تانگ نبود بلکه بخاطر مشکلات داخلی و بروز تفرقه‌های شدید در دربار و ارتش گوگوریو بود.